# سوستون (كامبريدجشير)
سوستون (بالإنجليزية: Sawston)‏ هي قرية و أبرشية مدنية تقع في المملكة المتحدة في South Cambridgeshire. يقدر عدد سكانها بـ 7,145 نسمة .

## أعلام
- ميخائيل بيرش
- هانا تي. كينغ